# Golden (álbum de Jungkook)
Golden (estilizado em letras maiúsculas) é o álbum de estreia do cantor sul-coreano Jungkook, do BTS, lançado em 3 de novembro de 2023, através da Big Hit Music. Primariamente um disco pop, foi recebido com avaliações favoráveis dos críticos musicais. Foi precedido pelo lançamento de dois singles que atingiram o topo da Billboard Global 200: "Seven", com participação de Latto, que quebrou múltiplos recordes de streaming, e "3D", com participação de Jack Harlow. Um terceiro single, "Standing Next to You" foi lançado junto com o álbum. 
O álbum entrou nas tabelas musicais de 14 países, alcançando o primeiro lugar na Coreia do Sul, Lituânia e Japão. Também atingiu o top dez na Austrália, Nova Zelândia, Irlanda, Itália, Escócia, Alemanha e Países Baixos. No Reino Unido, estreou no terceiro lugar, tornando-se a maior posição alcançada por um solista coreano na história da tabela. 

## Antecedentes esingles
Em julho de 2023, Jungkook falou com a Variety sobre seu primeiro álbum solo, dizendo que estava trabalhando nele, mas que era muito cedo para "mencionar algo específico" na época. Naquele mesmo mês, ele lançou o single "Seven", com participação da rapper Latto, que atingiu o topo da Billboard Hot 100 e quebrou vários recordes de streaming. O segundo single, "3D", colaboração com o rapper Jack Harlow, foi lançado em 29 de setembro e conquistou a quinta posição das tabelas dos Estados Unidos e do Reino Unido, bem como o topo da Billboard Global 200, assim como "Seven".
A Big Hit Music anunciou o álbum em 3 de outubro, divulgando que consistiria em onze faixas, incluindo os singles anteriormente lançados. Golden tira seu motivo dos “momentos dourados” de Jungkook como artista solo. Um comunicado de imprensa o apelidou de "maknae dourado" (membro mais jovem) do BTS, que supostamente mostra "seu timbre único que cativará os ouvintes em todo o mundo". Em divulgação ao álbum, o cantor fará “apresentações especiais e várias aparições junto com o lançamento”.
Em 15 de outubro, a Big Hit publicou a lista de faixas do álbum, divulgando que os singles lançados anteriormente, "Seven" e "3D", estariam presente na lista de faixas, bem como colaborações de Major Lazer, DJ Snake, co-composições de Ed Sheeran e Shawn Mendes, além de anunciar a faixa "Standing Next to You" como single do projeto.

## Recepção da crítica
Atribuindo nota 4 de 5 à Golden, Rhian Daly, da NME, afirmou que, através do álbum, Jungkook provou ser o "rei do pop da década de 2020". Ele enalteceu como o álbum é dividido em duas partes, onde a primeira metade é constituída por canções mais alegres e up-tempo, pelas quais o cantor "compartilha vinhetas sobre se apaixonar e permanecer forte em um relacionamento", enquanto a segunda metade traz "sentimentos mais pesados-aqueles que vêm depois de sofrer um desgosto e tentar superar um término".

## Desempenho comercial
De acordo com a Hanteo Chart, um dos maiores rastreadores de vendas da Coreia do Sul, Golden vendeu mais de duas milhões de cópias em seu primeiro dia, estabelecendo um novo recorde para o maior número de vendas de primeiro dia por qualquer solista coreano na história.

## Lista de faixas
| N.º            | Título                                          | Compositor(es) | Produtor(es)                     | Duração |  |
| 1.             | "3D" (com part. de Jack Harlow)                 | Michael Tucker David Stewart Jack Harlow                                                                                     | BloodPop Stewart                 | 3:04    |  |
| 2.             | "Close to You" (com part. de Major Lazer)       | Gregory Aldae Hein Jordan Douglas Kurtis Wells Tyshane Thompson Emeric Boxall Jamison Baken Thomas Wesley Pentz DJ Tay James | Diplo Leclair Maesic             | 2:51    |  |
| 3.             | "Seven" (com part. de Latto) (versão explícita) | Andrew Watt Henry Walter Jon Bellion Alyssa Stephens Theron Makiel Thomas                                                    | Watt Cirkut                      | 3:21    |  |
| 4.             | "Standing Next to You"                          | Watt Walter Ali Tamposi Bellion                                                                                              | Watt Cirkut                      | 3:26    |  |
| 5.             | "Yes or No"                                     | Blake Slatkin Walter Ed Sheeran Johnny Mcdaid                                                                                | Slatkin Cirkut                   | 2:28    |  |
| 6.             | "Please Don't Change" (com part. de DJ Snake)   | William Grigahcine Adio Marchant Yannick Rastogi Zacharie Raymond                                                            | DJ Snake Banx & Ranx             | 2:27    |  |
| 7.             | "Hate You"                                      | Watt Peter Rycroft Scott Harris Shawn Mendes                                                                                 | Cirkut                           | 2:34    |  |
| 8.             | "Somebody"                                      | Bellion Allen Ritter | Bellion Ritter Johan "Roza" Rosa | 2:49    |  |
| 9.             | "Too Sad to Dance"                              | Stewart | Stewart                          | 2:56    |  |
| 10.            | "Shot Glass of Tears"                           | Stewart Jessica Agombar Michael Pollack Hein                                                                                 | Stewart                          | 2:47    |  |
| 11.            | "Seven" (com part. de Latto) (versão limpa)     | Watt Walter Bellion Stephens Thomas                                                                                          | Watt Cirkut                      | 3:21    |  |
| Duração total: | Duração total:                                  | Duração total: | Duração total:                   | 31:48   |  |